# کوره صنعتی

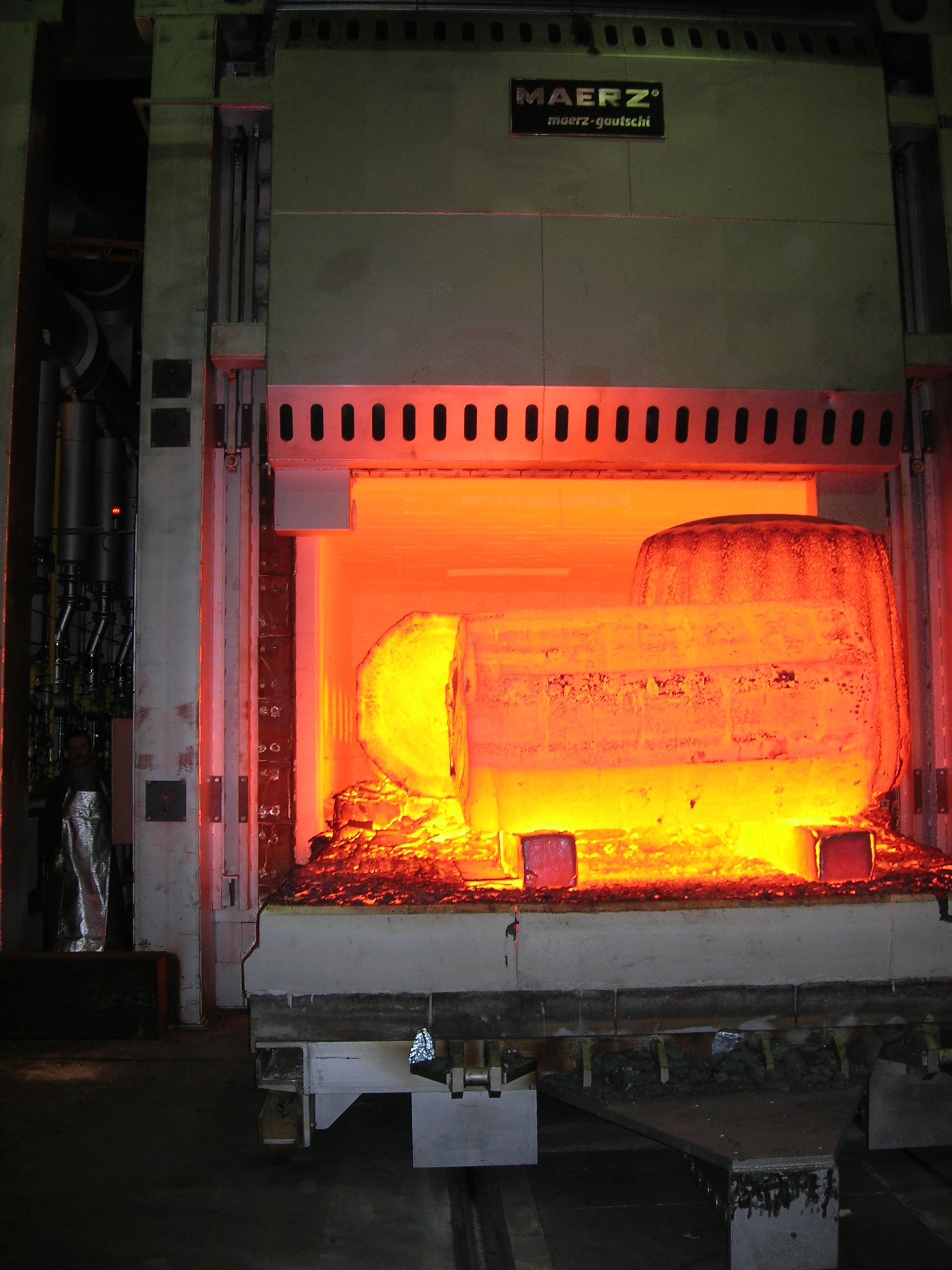
یک کورهٔ صنعتی

هدف از یک کورهٔ صنعتی، دستیابی به دمای پردازش بالاتر در مقایسه با سامانه‌های روباز و همچنین بهره‌مندی از بهره‌وری سامانه بسته است. کوره‌های صنعتی، بیشتر با دماهای بالاتر از ۴۰۰ درجه سانتی‌گراد سروکار دارند.
کورهٔ صنعتی تجهیزی است که برای تأمین گرمای یک فرایند استفاده می‌شود یا می‌تواند در راکتور، گرمای واکنش شیمیایی را ایجاد کند. طراحی کوره بر اساس کارکرد آن، وظیفه گرمایشی، نوع سوخت و روش ورود هوای احتراق متفاوت است.
گرمای یک کورهٔ صنعتی با مخلوط کردن سوخت با هوا یا اکسیژن یا از انرژی الکتریکی ایجاد می‌شود. گرمای باقیمانده به شکل گاز دودکش از کوره خارج می‌شود.

## بررسی اجمالی
سوخت به درون کوره می‌ریزد و با هوایی که از یک دمنده وارد شده می‌سوزد. می‌تواند بیش از یک مشعل در یک کوره خاص وجود داشته باشد که در سلول‌های مشخصی لوله‌های معینی را گرم می‌کنند. مشعل‌ها بسته به نوع طراحی می‌توانند روی زمین، دیوار یا سقف باشند. شعله‌های آتش باعث گرم شدن لوله‌ها می‌شود و در نتیجه مایعات داخل قسمت اول کوره گرم می‌شود که به عنوان بخش تابشی یا جعبه آتش شناخته می‌شود. در این محفظه که احتراق صورت می‌گیرد، گرما به‌طور عمده توسط تابش به لوله‌های اطراف آتش در محفظه منتقل می‌شود.

مایع از لوله‌ها عبور می‌کند و تا دمای مطلوب گرم می‌شود. گازهای حاصل از احتراق به عنوان گازهای سوخته شناخته می‌شوند. پس از خروج گازهای حاصله از فرایند، اغلب طراحی به گونه ای است که از گرمای آن‌ها به صورت هم رفت استفاده می‌شود تا در انرژی صرفه جویی گردد.

شکل شماتیک یک کورهٔ فرایند صنعتی

## اجزا

### بخش تابشی
بخش تابشی جایی است که لوله‌ها تقریباً تمام گرمای خود را از طریق تابش شعله دریافت می‌کنند. در کوره‌های استوانه ای عمودی، این لوله‌ها عمودی است اما به‌طور کلی می‌توانند هم عمودی و هم افقی باشند.
لوله‌های نشان داده شده در زیر، که در اثر خوردگی به رنگ قهوه ای مایل به قرمز درآمده اند، لوله‌های فولادی کربنی هستند.

### بخش هم رفت
بخش همرفت در بالای بخش تابشی قرار دارد که در آن خنک تر است تا گرمای اضافی را بازیابی کند.انتقال گرما در اینجا با همرفت صورت می‌گیرد و برای افزایش انتقال گرما از لوله‌های پره دار (فین‌ها) استفاده می‌شود. سه ردیف اول زیر بخش همرفت که پره نیز ندارد به عنوان محافظ استفاده می‌شود که به این ناحیه که به قسمت هم رفت متصل می‌شود منطقه پل (bridgezone) می‌گویند.
کراس اوور لوله ای است که از خروجی مقطع همرفت به ورودی مقطع تابشی متصل می‌شود. این لوله به‌طور معمول در سطح خارجی قرار دارد تا بتوان درجه حرارت را کنترل کرد و کارایی بخش همرفت را محاسبه نمود.

### سیم پیچ تاپشی
یک سری لوله افقی عمودی است که با خم ۱۸۰ درجه یا مارپیچ به هم متصل می‌باشند. سیم پیچ تابشی گرما را از طریق تابش جذب می‌کند. بسته به افت فشار مجاز فرایند، می‌توانند تک راه یا چند راه باشند که این سیم پیچ‌ها و خمش‌های تابشی در جعبه تابشی قرار دارند. مواد سیم پیچ تابشی از فولاد کربنی برای موارد دمای پایین تا فولادهای آلیاژی بالا برای موارد با دمای بالا متفاوت است که یا به دیواره‌های جانبی متصل می‌شوند یا اینکه از سقف آن آویزان می‌کنند.
همجنین در طراحی این سیم پیچ‌ها انبساط آن‌ها هنگام گرم شدن نیز در نظر گرفته می‌شود تا در هنگام کارکرد مشکلی بوجود نیاید

### مشعل
در کوره‌های صنعتی استوانه ای مانند مورد بالا، مشعل در پایین قرار دارد و از پایین گرما را فراهم می‌نماید. بعضی از کوره‌ها مشعل‌های جانبی دارند، مانند لوکوموتیو قطار. کاشی مشعل از نسوز دمای بالا ساخته شده است و محل قرارگیری شعله است.
کنترل‌کننده‌های جهت هوا در زیر کوره قرار دارند و جهت و شکل الگوی شعله را تنظیم می‌نمایند شعله‌های مشعل نباید زیاد پخش شود چرا که موجب کاهش راندمان و کارکرد نادرست آن می‌شود.کنترل‌کننده‌های جهت هوا بر اساس زمان ورود هوا به آن به دسته‌های اولیه، ثانویه و در صورت کارایی نوع سوم تقسیم می‌شوند.

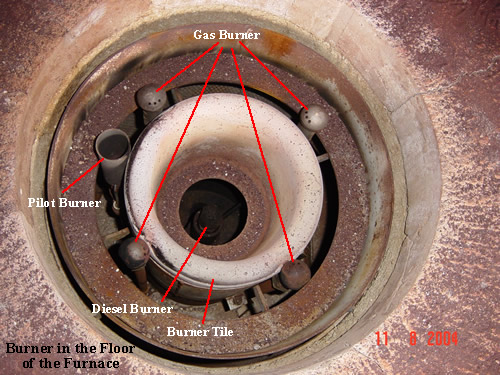
مشعل کوره

کنترل‌کننده‌های اولیه، وظیفه تأمین هوای اولیه مشعل را بر عهده دارد و کنترل‌کننده‌های ثانویه وظیفه پشتیبانی کردن از کنترلرهای اولیه را دارند تا هوا با سوخت به نحو بهینه ترکیب شود و احتراق به صورت کامل اتفاق بیافتد. برخی از مشعل‌ها حتی از بخار به عنوان پیش مخلوط برای پیش گرم شدن هوا و ایجاد مخلوط بهتر سوخت و هوای گرم استفاده می‌کنند. کف کوره عمدتاً از ماده ای متفاوت از دیواره‌های آن ساخته می شودو به‌طور معمول نسوز ریخته‌گری سخت است چرا که به تکنسین‌ها اجازه می‌دهد در هنگام تعمیر و نگهداری بر روی آن راه بروند
یک کوره را می‌توان با شعله پیلوت کوچک یا در برخی از مدل‌های قدیمی، با دست روشن کرد. امروزه اکثراً مشعل کوره‌ها با ترانسفورماتور‌های جرقه زنی (شبیه شمع‌های اتوموبیل) روشن می‌شوند.

### دودکش
دودکش گاز یک ساختار استوانه ای است که در بالای تمام محفظه‌های انتقال حرارت قرار دارد. تصفیه کننده ای درون آن گازهای خطرناک و سمی را جذب می‌کند تا گازهای خارج شده برای انسان ضرر نداشته باشد.
دمپر موجود در آن علاوه بر اینکه اختلاف فشار ورودی و خروجی را تنظیم می‌کند محل تبادل گرمای این گازها به روش هم رفت نیز می‌باشد که از این گرما در بخش‌های دیگر استفاده می‌شود.
زمانی که دمپر بسته می‌شود میزان اتلاف گرما یا به عبارتی فرار گرما کاهش می‌یابد ولی در عوض فشار کوره افزایش می‌یابد و این برای افراد و کارکنان آن محل خطرناک می‌باشد و در صورت وجود نشتی هوا در کوره شعله‌های آتش می‌توانند از محفظه احتراق خارج شوند و با افزایش بیش از حد فشار امکان انفجار آن هم وجود دارد.

دودکش به همراه متعلقات درونی آن

### عایق
عایق بخشی مهم در کوره است زیرا با به حداقل رساندن اتلاف گرما از محفظه گرم شده، کارایی کوره را بهبود می‌بخشد. از مواد نسوز مانند آجر نسوز، نسوزهای ریخته‌گری و الیاف سرامیک برای عایق بندی استفاده می‌شود. کف کوره به‌طور معمول نسوز از نوع ریخته‌گری است در حالی که روی دیوارها میخ می‌شوند یا در جای خود چسبانده می‌شوند. الیاف سرامیکی معمولاً برای سقف و دیواره کوره استفاده می‌شود که با نسبت تراکم و حداکثر دمایی که می‌توانند تحمل کنند درجه‌بندی می‌شوند.

### سازه
ستون‌هایی که کوره روی آن سوار می‌شود بتنی می‌باشند. طراحی ستون‌ها و کل پی بر اساس ظرفیت تحمل بار خاک و شرایط لرزه ای حاکم در منطقه انجام می‌شود.

### درب‌های دسترسی
بدنه کوره از درهای دسترسی در مکان‌های مختلف برخوردار است. این درب‌ها تنها زمانی مورد استفاده قرار می‌گیرند که کوره خاموش باشد. اندازه طبیعی درب دسترسی 600x400 میلی‌متر است، که برای حرکت انسان / مواد به داخل و خارج کوره مناسب است.